# Äckern
Äckern ist ein Wohnplatz im Stadtteil Gennebreck der Stadt Sprockhövel im Ennepe-Ruhr-Kreis, Nordrhein-Westfalen.

## Lage und Beschreibung
Äckern liegt im südwestlichen Teil des Sprockhöveler Stadtgebiets an der südöstlichen Flanke des Hackenbergs nahe der Stadtgrenze zu Hattingen im Norden. Südöstlich befindet sich unmittelbar angrenzend das Kirchdorf Herzkamp, die größte Ansiedlung im Stadtteil.
Weitere Nachbarorte sind Lehn, Sondern, Berge, Mellbeck, Lohbusch, Stöckerbecke, Stöcken, Busch, Mettberg und Erlen. Durch den Ort verläuft die Landesstraße L294.
In Äckern befindet sich der Schießstand des Schützenvereins Herzkamp e. V.

## Geschichte
Äckern gehörte bis 1807 der Gennebrecker Bauerschaft innerhalb des Hochgerichts und der Rezeptur Schwelm des Amts Wetter in der Grafschaft Mark an. Von 1807 bis 1814 war Äckern aufgrund der napoleonischen Kommunalreformen im Großherzogtum Berg Teil der Landgemeinde Gennebreck innerhalb der neu gegründeten Mairie Hasslinghausen im Arrondissement Hagen, die nach dem Zusammenbruch der napoleonischen Administration nun der Bürgermeisterei Haßlinghausen (ab 1844 Amt Haßlinghausen) im Landkreis Hagen (ab 1897 Kreis Schwelm, ab 1929 Ennepe-Ruhr-Kreis) angehörte.
Äckern erscheint auf der Niemeyersche Karte, Ausgabe Spezialkarte des Bergwerkdistrikts des Distrikts Blankenstein, von 1788/89 als Einzelhaus. Der Ort ist auf der Preußischen Uraufnahme von 1840 und den folgenden Messtischblättern der TK25 ab der Preußischen Neuaufnahme von 1892 unbeschriftet bzw. als Teil von Herzkamp verzeichnet.
Das Gemeindelexikon für die Provinz Westfalen gibt 1885 für Äckern eine Zahl von 27 Einwohnern an, die in zwei Wohnhäusern lebten. 1895 besitzt der Ort drei Wohnhäuser mit 19 Einwohnern und gehörte kirchlich zum evangelischen Kirchspiel Herzkamp, 1905 zählt der Ort drei Wohnhäuser und 17 Einwohner.
Am 1. Januar 1970 wurde das Amt Haßlinghausen aufgelöst und die amtsangehörige Landgemeinde Gennebreck mit Äckern in die Stadt Sprockhövel eingemeindet.